# Santa Rita (Yoro)
Santa Rita est une municipalité du Honduras, située dans le département de Yoro.

## Source de la traduction
- (en) Cet article est partiellement ou en totalité issu de l’article de Wikipédia en anglais intitulé « Santa Rita, Yoro » (voir la liste des auteurs).